# Свети Атанасий (Войница)
Вижте пояснителната страница за други значения на Свети Атанасий.
„Свети Атанасий“ (на македонска литературна норма: Свети Атанасиј) е българска възрожденска православна църква в азотското село Войница, в централната част на Република Македония. Принадлежи към Повардарската епархия на Македонската православна църква.
Църквата е гробищен храм, разположен в северната част на селото. Църквата е възрожденска, изградена в началото на XIX век. Изписана е от неизвестен майстор, като най-старият стенопис е от 1821 година. Иконите в нея също са възрожденски.
В 1953 година храмът е обявен за паметник на културата, заради архитектурата си, иконите и стенописите.
- Стенописът над входа
- Иконостасът